# Wind River Range

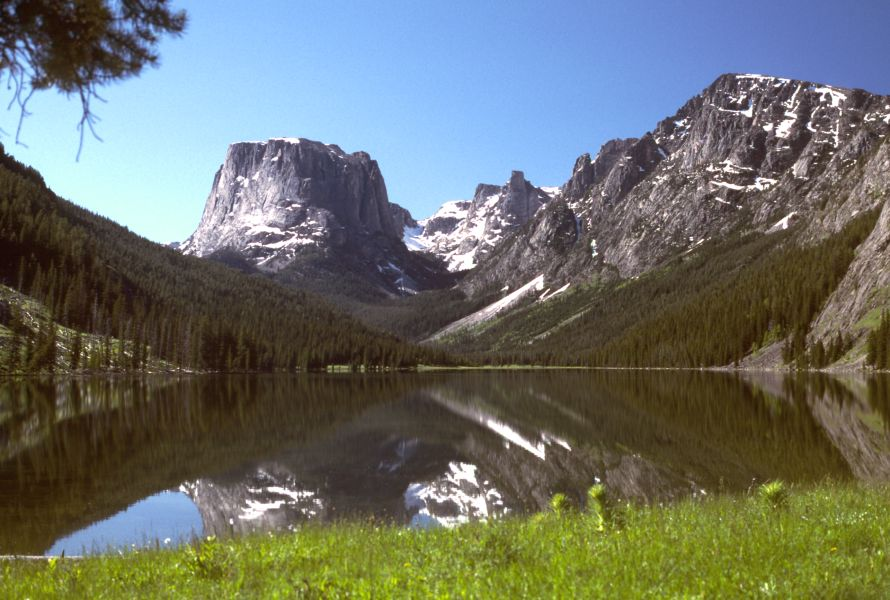
Szczyt Squaretop znad jeziora w dolinie Wind River

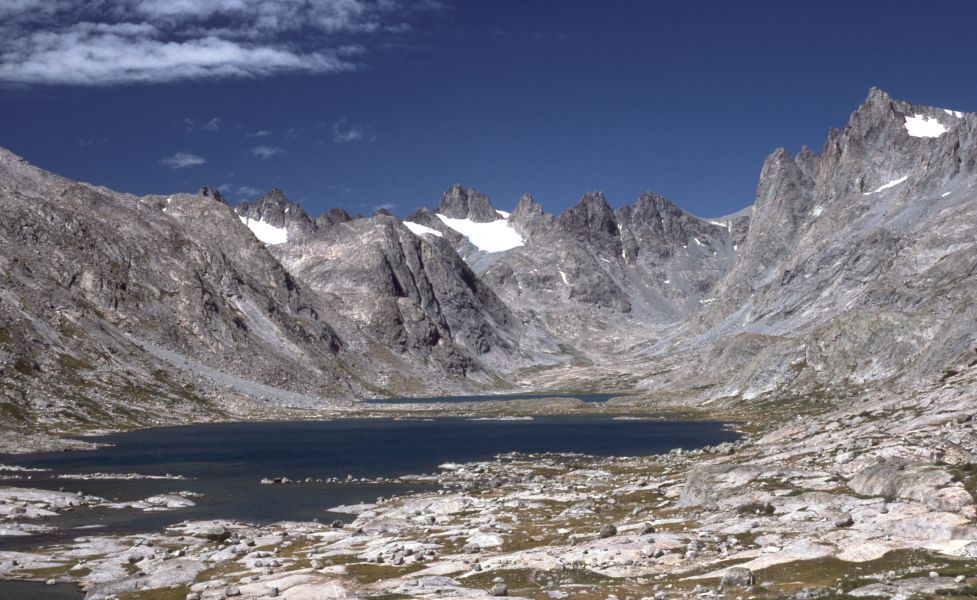
Jeziora Titcomb w paśmie Winds

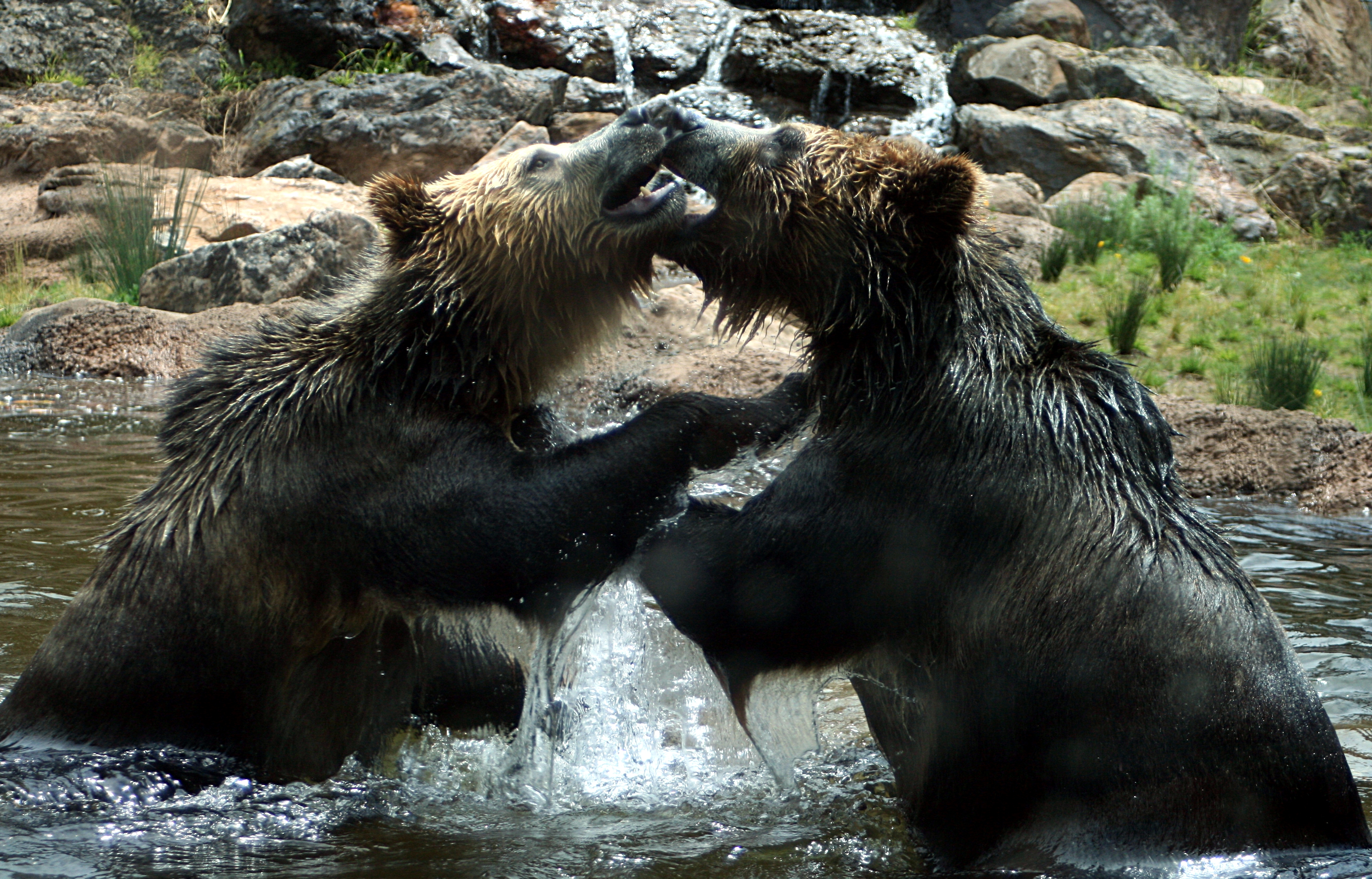
Zabawa niedźwiedzi grizzly

Wind River Range (ang. Wind River Range lub w skrócie "Winds") – jedno z głównych pasm górskich w Górach Skalistych w zachodnim Wyomingu w Stanach Zjednoczonych.
Główna grań pasma przebiega z północnego zachodu na południowy wschód na odcinku 161 km. Kontynentalny dział wodny biegnie tą właśnie granią, w której znajduje się Gannett Peak (4207 metrów n.p.m., najwyższy szczyt Wyomingu) oraz czterdzieści innych szczytów o wysokości ponad 3960 m n.p.m. Na terenie pasma znajdują się dwa obszary lasów państwowych i trzy rezerwaty. Oba obszary leśne i całe pasmo stanowią integralną część ekosystemu doliny rzeki Yellowstone. Część pasma znajduje się w granicach rezerwatu indiańskiego Wind River.

## Geologia
Rdzeń pasma Winds stanowi granitowy batolit uformowany głęboko pod powierzchnią ziemi ponad miliard lat temu. Na przestrzeni setek milionów lat pokrywające go inne formacje skalne uległy zwietrzeniu. Gdy postępowało wypiętrzanie się gór w czasach orogenezy laramidzkiej, erozja doprowadziła do tego, że nie zostało nic poza granitowym rdzeniem. Epoka lodowcowa, rozpoczęta 500 tysięcy lat temu, uformowała góry w dzisiejszym kształcie. Pozostałością okresu zlodowacenia są liczne jeziora i cyrki polodowcowe, z których najbardziej znany jest Cirque of the Towers, w południowym odcinku pasma. Lasy Państwowe Shoshone obejmują 16 nazwanych i 140 nienazwanych lodowców tylko po wschodniej stronie gór, a dalszych 27 znajduje się w Lasach Państwowych Bridger-Teton po stronie zachodniej. Kilka z nich to największe lodowce amerykańskiego odcinka Gór Skalistych, przy czym Gannett Glacier spływający z północnych stoków Gannett Peak, jest największym pojedynczym lodowcem Kordylierów.

## Hydrologia
Po obu stronach pasma bierze swój początek kilka dużych rzek. Rzeki Green i Big Sandy płyną na południowy zachód, podczas gdy Wind River na wschód przez basen rzeki Shoshone. Green jest największym dopływem rzeki Kolorado, zaś Wind River, która przechodzi dalej w Bighorn, jest największym dopływem rzeki Yellowstone.

## Ekologia
W paśmie Winds żyje niewielka populacja niedźwiedzi grizzly, głównie na północy. Inne ssaki to niedźwiedź czarny, jeleń, łoś, mulak, widłoróg i rosomak. Bielik amerykański, sokół i jastrząb to tylko kilka z ponad 300 gatunków ptaków zamieszkujących te tereny. W rzekach i jeziorach żyje łosoś Clarka, pstrąg potokowy, pstrąg Mackinaw i pstrąg złocisty. W lasach dominuje sosna wydmowa, sosna białokora, świerk i jodła.
Pasmo znajduje się na szlaku migracji wielu gatunków zwierząt i zawiera kilka ważnych przejść, z których najłagodniejszym jest Przełęcz Południowa (2301 m n.p.m.) na południowym krańcu, jedna z najważniejszych na szlaku oregońskim wiodącym tędy przez góry. Poza Przełęczą Południową przez Winds nie prowadzą żadne drogi jezdne, aż po Union Pass (2,807 m n.p.m.), przełęcz zamykającą pasmo od północy.